# Уатасой
Уатасой — река, протекающая по территории Пенджикентского района Согдийской области Таджикистана. Левый приток реки Зеравшан, впадающий в него в 638 км от устья. Берёт начало на северных склонах Зеравшанского хребта в 1,2 км на юго-западе от перевала Огба-Риват. Направление течения в верховье — южное, в среднем течении — северо-западное, в нижнем — преимущественно северо-восточное. Недалеко от устья с обоих берегов выведены каналы для орошения земель и водоснабжения населения посёлков Яван и Уата.
Длина — 11 км. Количество рек протяжённостью менее 10 км расположенных в бассейне Уатасой — 1, их общая длина составляет 1 км.